# MUSIC ON! TV
MUSIC ON! TV（ミュージック・オン! ティーヴィ）は、株式会社ソニー・ミュージックソリューションズ（移管前はエムオン・エンタテインメント）が運営する日本の音楽チャンネル。略称は「M-ON!（エムオン!）」、旧チャンネル名は「Viewsic（ヴュージック）」。ソニー・ミュージックグループの衛星放送事業者。

## 概要
スカパー!プレミアムサービス、スカパー!（東経110度CS放送）及びケーブルテレビに加入する事で視聴ができ、約745万世帯に向けて配信されている（2017年8月18日現在）。2009年10月1日からはハイビジョン放送を開始。

## 放送内容
J-POP・K-POPを中心に、最新ミュージック・ビデオやヒットチャート等を24時間放映。放送される邦楽ミュージック・ビデオの大半は歌詞を表示する様になっている。前身チャンネル「Viewsic」では、邦楽と洋楽が半々程度の割合であったが、「MUSIC ON! TV」に社名（局名）変更以降K-POP等が急増。以降、K-POP等関連の番組を欠かさず放送している一方で、洋楽等関連の番組が多い。

## COVID-19による放送への影響
新型コロナウイルスの影響で作成できない番組（新曲を扱うサキドリやランキング系番組など）があった。なお2020年7月はほぼ放送回数調整のみとなっているため作成できない番組は無くなったと思われる。8月は単純に特番が多いための変更とみられる。
サキドリは2020年6月8日から放送再開されたが、新型コロナウイルスの関係から当面の間は1日に3曲程度から2曲程度となり、ライブの新着ミュージックビデオについては当面見合わせている。

## キャッチコピー
ライブ見るならエムオン!で!!
M-ON!（エムオン!）は、ライブコンサート映像やアーティスト特番が充実!J-POPやK-POP、ロック、アイドル、アニソン、オトナ等を虜にするレジェンドアーティストのライブ映像など、さまざまなジャンルを網羅。「みんなの見たい・知りたい」を、満足させる幅広い番組を絶賛放送中!
CMでの「毎日がエムオン!ライブ!」の名の通り必ず放送がある。

## 来歴
SME TV時代
- 1998年
  - 3月、ソニー・ミュージックエンタテインメントにより株式会社「エスエムイー・ティーヴィ（SME TV Inc.）」設立。
  - 7月1日、「Viewsic」開局。
- 2002年
  - 6月1日、スカイパーフェクTV!2（現・スカパー!）にて放送開始。この時点での委託放送事業者はTBS系列のC-TBS。
- 2003年
  - 4月1日、「Hermony with the earth」をスローガンにして、日本自然エネルギー株式会社から「グリーン電力証書」の発行を受け、全ての音楽番組を風力発電による電力で提供。

ミュージック・オン・ティーヴィ時代
- 2004年
  - 5月1日、株式会社ミュージック・オン・ティーヴィに社名を変更し、チャンネル名も『MUSIC ON! TV』に変更。
- 2007年
  - 1月23日、5年ぶりにホームページをリニューアル。
- 2009年
  - 10月1日、スカパー!HD、ひかりTV、eo光テレビにてハイビジョン放送を開始[注 2]。スカパー!e2にて画角比16:9の付与を開始。
- 2011年
  - 毎月1組のアーティストを特集する「M-ON! MONTHLY ICON」を開始。
- 2012年
  - 2月10日、総務省から東経110度CS放送の衛星基幹放送業務の認定が適当と認められる。

エムオン・エンタテインメント時代
- 2012年
  - 4月1日、株式会社ソニー・マガジンズと会社統合し、株式会社エムオン・エンタテインメントに社名変更。同時にチャンネル名をスカパー!・スカパー!e2は「MUSIC ON! TV（エムオン!）」[注 3]、スカパー!HDは「MUSIC ON! TV（エムオン!）HD」にそれぞれ変更し、ウォーターマークを「We believe in Music」[注 4] からM-ON!ボックスに変更。
  - 9月1日、スカパー!e2の物理チャンネル変更（ND22→ND12）に伴い、ハイビジョン放送[8] ならびに字幕放送開始。同時にC-TBSへの委託から直営放送に変更。
- 2015年
  - 10月、韓国ドラマの放送を開始。
- 2016年
  - 10月、韓国ドラマの放送を休止。
  - 12月1日、スカパー!プレミアムサービスの衛星一般放送事業者がスカパー・ブロードキャスティングからスカパー・エンターテイメントに変更。
- 2021年
  - 11月1日、運営事業者がソニー・ミュージックソリューションズへ変更。
- 2023年
  - 9月30日、スーパー!ドラマTV #海外ドラマ☆エンタメと共にJ:COMでの放送を終了した[9]。

## ヘヴィー・ローテーション
- M-ON! Recommend（2004年5月1日 - ）

邦楽推薦曲
2014年5月までは1か月で2曲が選出されていたが、同年6月からは1か月を前期（毎月1日～毎月最終日）と後期（毎月16日～翌月15日）に分けて1か月に合計4曲を選出している。
- - MUSIC ON! TV M-ON!Recommend楽曲紹介

### 過去のヘヴィー・ローテーション
- Viewsic Recommends（1998年7月1日 - 2004年4月30日）

邦楽推薦曲
- Viewsic Recommends International（1998年7月1日 - 2004年4月30日）

洋楽推薦曲
- new adds（2001年12月3日 - 2004年4月30日）

洋楽新人推薦曲
- in action（2001年12月3日 - 2004年4月30日）

来日公演などの活動がある洋楽アーティスト推薦曲
- InterFM+Viewsic Recommends（2001年12月3日 - 2004年4月30日）

InterFMと連携した洋楽推薦曲
- M-ON! Recommend International（2004年5月1日 - 2015年4月30日、2015年7月16日 - 11月15日）

洋楽推薦曲

## 番組

### トーク&インタビュー他
- legato 〜旅する音楽スタジオ〜

長濱ねるがVJを務める音楽番組
- LisAni!NAVI[10]

アニメ音楽雑誌「リスアニ!」の番組
- RX-72 〜HISASHI (GLAY) VS 茂木淳一〜[11]

パーソナリティ：HISASHI・茂木淳一 “モノ”をテーマにした番組
- BMXrobot Presents!「VとIの学校〜A面:ビジュアルの教室/B面:アイドルの教室〜」

パーソナリティ：夕霧 (DaizyStripper)、HAL (FEST VAINQUEUR) 他 / 仮面女子、謎の覆面 他
ビジュアル系とアイドルに焦点を当てたプログラム
- サキドリ！〜ZOOM UP!〜

アーティストのインタビューなど。平日放送をまとめたものを「サキドリ！〜週刊 ZOOM UP!〜」として毎週日曜に放送
- タンドリーズ

カレー好きなおじさん3人がひたすらおいしいカレーを食べる番組　【出演】竹中直人(マルチタレント)、アービン(築地の仲卸人＆ミュージシャン)、大倉孝二(俳優)

### ミュージックビデオ
- (アーティスト名)特集
人気アーティストのミュージックビデオ
基本的に30分番組だが、ごく一部1時間、それ以上を扱う場合がある。
- サキドリ![12]

新着ミュージックビデオ
- エムオン!ヒッツ

邦楽ヒット曲
- 最新最強! 歌えるヒッツ

邦楽ヒット曲歌詞入り
- 歴代カラオケスーパーヒッツ

過去の邦楽ヒット曲歌詞入り。
- アニオン!ワールド[13]　（毎週水曜 26:30 - 27:00）

アニメ・ゲームのテーマソング・人気声優の楽曲
- ヴィジュアリズム[15] （毎週水曜 27:00 - 27:30）

ヴィジュアル系

#### 過去のミュージックビデオ
- あのころ ヒッツ![16]
- あのころ ドラマヒッツ！[17]

過去の邦楽ヒット曲。基本的に年別で番組が組まれる。
- J-POP決定版! 歴代最強ミリオンヒッツ

ミリオンヒット曲
- 名曲決定版! 歴代洋楽ミリオンヒッツ

過去の洋楽ヒット曲
- 嗚呼、いとしの歌謡曲

現在、過去、そしてこれからも。日本の音楽の中心にはいつでも歌謡曲が存在します。この番組では、歌謡史を彩ってきた不朽の名曲のミュージックビデオを放送。ウィキペディアの歌謡曲の範疇に入るものが放送されるが、ミュージックビデオがあることが大前提になるためどうしてもJ-POPの曲が多くなる。

### ヒットチャート
- J-POP最強カウントダウン50[18]

邦楽シングル･アルバム のセールスや音楽配信･カラオケなどのデータから算出したランキングTOP50を放送。2015年7月に「M-ON！countdown」から改称された。時間短縮版として「J-POP最強カウントダウン20」も放送。
歌詞なし放送(字幕で歌詞を表示可能)と歌詞入り放送あり。
- M-ON! Countdown International 10[20]

洋楽シングル･アルバムのセールスや音楽配信などのデータから算出したランキングTOP10を放送。
- M-ON! カラオケカウントダウン 50[21]

最新のカラオケカウントダウンTOP50。時間短縮版として「M-ON! カラオケカウントダウン 20」 も放送。
共に歌詞入り。
- 人気歌詞カウントダウン20 by うたまっぷ[23]

歌詞検索サービス「うたまっぷ」の週間人気歌詞ランキング。旧タイトルは「うたまっぷカウントダウン 〜人気歌詞ランキング〜」
歌詞入り。
- ダウンロードカウントダウン with iTunes 20[24]

iTunesの週間ダウンロードランキング。
歌詞なし(字幕で歌詞を表示可能。)
- TSUTAYA レンタルCDカウントダウン 20[25]

TSUTAYAの週間CDレンタルランキング。
歌詞なし(字幕で歌詞を表示可能)。
- LINE MUSICカウントダウン20

「LINE MUSIC」のウィークリーランキング。
歌詞なし(字幕で歌詞を表示可能)。
＊これらのチャート番組において、ミュージックビデオが制作されていない楽曲はチャートの対象から外される。

### K-POP
- K-POP ヒッツ!

K-POPヒット曲
- 韓ON! Countdown 20

K-POPのヒット曲ランキング。
- 韓ON! BOX!!

K-POP&韓国エンタメ情報番組
- ミュージックバンク（朝: 뮤직뱅크）

韓国のKBSで放送されている音楽番組。2009年からの「ミュージックバンク」を日本語字幕入りで「ミュージックバンク タイムスリップ」としても放送。
- K-POP決定版! 歴代最強ミリオンヒッツ

過去のK-POPヒット曲
＊全ての番組は以下を参照のこと。＊
- MUSIC ON! TV スペシャル番組一覧
- MUSIC ON! TV レギュラー番組一覧
- MUSIC ON! TV 最新音楽チャート
- MUSIC ON! TV 今日のオンエアリスト
- MUSIC ON! TV 明日のオンエアリスト
- MUSIC ON! TV 明後日のオンエアリスト
- MUSIC ON! TV 2週間の番組表
- MUSIC ON! TV サキドリ!

## 過去の番組

### ミュージックビデオ
- Good Morning Viewsic （2004年4月終了、平日 6:00 - 7:00）

朝に合う洋楽ビデオ
- Just in Viewsic （2004年4月終了）

邦楽新曲
- Just in Viewsic International （2004年4月終了）

洋楽新曲
- マキシマム！Request Online （2002年6月終了）

リクエストされたミュージックビデオを放送
- Midnight EXP （2001年4月〜2004年4月、月曜日〜木曜日）

新着ミュージックビデオ
- 歌え！ヴュージック （2001年4月〜2003年9月）

邦楽歌詞入り
- ALL HITS （2002年2月〜2004年4月）

邦楽ヒット曲
- M-ON! Clips

邦楽新曲
- M-ON! Hits

邦楽ヒット曲
- M-ON! Clips International

洋楽新曲
- M-ON! Express WARP （2004年5月〜2006年3月、月〜木）

新着ミュージックビデオ
- J-POP CLIPS

邦楽新曲
- J-POP HITS!

邦楽ヒット曲
- International Clips

洋楽の新曲
- エムオン!ヨーガクヒッツ

洋楽のヒット曲

#### 過去のミュージックビデオ
- Music Cache （平日 10:00 - 11:00）

過去の邦楽
- Music Cache International （平日 8:00 - 9:00）

過去の洋楽
- Yester-Hits

過去の邦楽
- Yester-Hits International

過去の洋楽
- Back to ××××

過去の邦楽
- Back to ×××× International

過去の洋楽
- あのころヒッツ! ヨーガク 80's-90's

80年代と90年代の洋楽ヒット曲
- あのころヒッツ! ヨーガク 2000's

2000年代の洋楽ヒット曲
- イッキ見っ! あのころヒッツ!

「あのころ ヒッツ!」のまとめ

#### アーティスト特集
- in Focus （2007年3月終了）

邦楽アーティスト特集
- in Focus International （2007年3月終了）

洋楽アーティスト特集
- Artist File

邦楽アーティスト特集
- Artist File International

洋楽アーティスト特集

#### テーマ別
- Kiss×Kiss （日曜 18:30-19:30）

邦楽女性アーティスト
- キラ◇キラ （毎週火曜 16:00-16:53）

邦楽男性アーティスト
- 胸キュン☆Hits!

邦楽男性アーティスト
- ツギクルッ!ヒッツ

邦楽新人アーティスト
- エムオン! ロックス

邦楽ロック
- 全力！アイドル[26]

女性アイドル
- 宇宙ロック研究所[27]

こだわりのテーマに沿った選曲で、多彩なロックサウンドをお届けするミュージックビデオプログラム

### パーソナリティ番組
- MUSIC TODAY マキシマム! （2002年3月終了）

パーソナリティ：中村道生
- セルフライナーノーツ （2005年3月終了、日曜 22:00 - 23:00）

パーソナリティ：菅沼健→モリズミアリ
アーティストがニューアルバムを1曲ずつ解説していく番組
- pbs(ピーター・バラカン・ショー)　（2005年3月終了）

パーソナリティ：ピーター・バラカン
- ORIGINAL ROCK CENTER やまだ

パーソナリティ：やまだひさし
- やまだエンタープライズ　（2001年3月終了）

パーソナリティ：やまだひさし
- やまだひさしのランキングチョモランマ　（2001年4月〜2001年9月）

パーソナリティ：やまだひさし
- OUR FAVOURITE SHOP　（2001年4月〜2005年3月）

ポルとタルボという2匹をはじめとした動物のマペットがVJを務めるUKロックを中心としたの洋楽番組。略称はOFS（オフス）。
- 真矢の壺 （2001年4月〜2001年12月、土曜日：16:30 - 17:00）

真矢が司会を務め、ゲストとトークした後ゲストとセッション
- Viewsic Mania ギュルギュル○得　（2002年4月〜2003年4月、土曜日）

パーソナリティ：加藤明日美
- MASTER STYLE （2002年5月〜2005年3月）

パーソナリティ：LOW IQ 01
- COMIC牙 （2002年1月〜2002年12月、2003年4月〜2004年1月、2004年5月〜2005年1月）

ピエール瀧出演のバラエティ番組
- いよっ！ギュルギュルさん　（2003年5月〜2003年9月、土曜日）

パーソナリティ：加藤明日美
- 80's HITS （2003年9月終了）

パーソナリティ：矢口清治 1980年代の洋楽ミュージックビデオ紹介番組
- DYNASTY 69 （2003年10月〜2004年3月）

パーソナリティ：岩佐真悠子
- Make On The Holiday （2005年5月〜2008年3月、土曜）

パーソナリティ：パックンマックン、岡田茉奈
- Hi-Fi Weekend supported by PROMISE　（2005年5月〜2008年3月、毎週土曜・日曜 23:00-24:00）

アーティストがマンスリーでVJを担当
- ナンバーワンTV （2005年5月〜2006年6月）

火曜日：須藤元気
水曜日：香椎由宇
木曜日：及川奈央→田中美保
金曜日：セイジ
- 夢が丘レジデンス （2006年8月〜2008年2月、毎週火曜〜金曜 22:00-23:00）

火曜日：中川翔子
水曜日：田中美保→平岡祐太
木曜日：塚本高史→m-flo
金曜日：jealkb
- エムエム（MUSIC MACHINE） （2007年4月〜2010年3月）

パーソナリティ：オリエンタルラジオ（平日）ロケットマン（休日）
- ハリセンボンのランキングセレナーデ（2009年3月終了）

パーソナリティ：ハリセンボン
- オリエンタルラジオの（まとめて）ツギクルッ!

パーソナリティ：オリエンタルラジオ
- コエキタ!! （2012年4月〜2013年3月）

パーソナリティ：ゴー☆ジャス・瀬口かな
- なかのひと。 （2013年4月〜2014年3月）

パーソナリティ：ゴー☆ジャス、瀬口かな
- カウントダウン E.T

パーソナリティ：オリエンタルラジオ
- 東京号泣教室 〜ROAD TO 2020〜 GiRLPOP ver.

第2期東京パフォーマンスドールの番組

#### ジョージ・ウィリアムズ
- George's Magic Van （2001年4月〜2002年3月、日曜23時）

Viewsicでジョージ・ウィリアムズが初めてパーソナリティを務めた番組
- George's Request Hour （2002年5月〜2004年3月）

視聴者からのハガキ等を読みながら、リクエストされたミュージックビデオを放送
- George's Hi-Fi Zone supported by PROMISE （2005年5月〜2007年3月、毎週火曜〜金曜 23:00-23:53）

リクエスト＆トークプログラム。
- GGTV

### ASAHI SUPER DRY The LIVE
アサヒスーパードライ冠ライブを放送していた。
- ASAHI SUPER DRY The LIVE

アーティストのライブを生中継
- ASAHI SUPER DRY The LIVE Premium

「ASAHI SUPER DRY The LIVE」で生中継されたライブを1時間にしたダイジェスト
- ASAHI SUPER DRY The LIVE-R

ライブ収録
- ASAHI SUPER DRY The LIVE St. （2001年4月〜2002年3月）

VJ：LOW IQ 01
- ASAHI SUPER DRY The LIVE V （2001年4月〜2002年3月）

ライブ収録
- ASAHI SUPER DRY The LIVE G （2002年4月〜2005年3月、土曜23時）

タワーレコード渋谷店で行われたアーティストのライブ映像を中心とした番組 ジョージ・ウィリアムズによるインタビューも放送
- ASAHI SUPER DRY The LIVE SHOW （2005年4月〜2007年3月）

VJ：ダイノジ
- ASAHI SUPER DRY The LIVE NAVI　（毎週土曜 23:00-24:00）

VJ：MEGUMI、番組ナビゲーター：篠原ともえ

### 音楽情報番組
- B.P.M. （2007年3月終了）

クラブミュージックを中心とした音楽情報番組
- Booster （2005年3月終了）

ロックを中心とした音楽情報番組
- bounce on Viewsic （2001年9月終了、金曜23時）

タワーレコードが発行する無料の音楽情報誌「bounce」と連携
- SMILE （2001年4月〜2005年3月）

邦楽洋楽のポップスを中心とした音楽情報番組
- M-ON! News&Clips （2004年5月〜2007年3月）

音楽・映画などの新作情報番組
- GiRLPOP TV

若手女性アーティスト情報番組
- music plantノギタケ

ソニーミュージックグループのアーティストによるライブやトーク、新譜のリリースやライブ情報

#### 洋楽
- LIVE-UK （2001年3月終了、土曜 22:00 - 23:30）

イギリスのバンドのライブをイギリスから中継
- on the PLANET　（2003年10月〜2007年3月、土曜 24:00 - 25:00）

洋楽情報
- ヨーガク・スタイル　（2007年4月〜2008年2月）

洋楽情報

### 韓国ドラマ
- 野王〜愛と欲望の果て〜（朝: 야왕）
- 花ざかりの君たちへ（朝: 아름다운 그대에게~미남♂파라다이스~）

-   - 2016年10月の改編以降、韓国ドラマの放送は行われていない。

### ヒットチャート
- Viewsic Countdown （2004年4月終了）

邦楽シングルランキングTOP100
- Viewsic Countdown International （2004年4月終了）

洋楽ランキング
- M-ON! Countdown 100（日曜 9:00 - 16:00）

邦楽シングルランキングTOP100
- M-ON! Countdown International 20

洋楽ランキングTOP20
- 歌え!カウントダウン（土曜 10:00-11:53）

邦楽TOP20を歌詞入りでカウントダウン
- 訳せ！洋楽カウントダウン

洋楽TOP20を訳詞入りでカウントダウン
- 日本レコード協会「着うた(R)」カウントダウン

日本レコード協会が発表する携帯電話の音楽配信のTOP20を元にしたカウントダウン番組
- MUSICO COUNTDOWN

NTTコミュニケーションズのMUSICOの着うたフルの週間チャートをカウントダウン

### その他
- Movin'you.Honda Viewsic Special （2004年4月終了）

アーティストやイベントの特番 略称：VSP
- コバナシ5 （2002年5月終了、月曜日〜金曜日 7:53 - 8:00）

アーティストが新作などを語る5分番組
- ザ・ビーツ・アー・オールライト （2001年3月終了、土曜 15:00 - 16:00）

TRIADレーベルのアーティストが出演する番組
- dj:moon

様々な分野の著名人が選曲した楽曲を月を背景にして放送
- TOP OF THE POPS （2005年3月放送終了）

BBC制作の音楽番組
- The Roots

写真家ハービー・山口がアーティストと共にゆかりのある場所を訪ねる企画
- PEACE （2002年6月〜2007年3月、月曜日〜金曜日 7:55 - 8:00）

アーティストが新作などを語る番組
- TOKYO EXPO （2003年4月〜2005年3月）

ライブイベント収録
- ギャグマンガ日和 （2006年8月〜12月）

テレビアニメ
- 月刊○○
- イチサン! -Three times a day-

アーティストをマンスリーで1組セレクト

## 主催イベント「GG」(George's Greenroom)
- 2002年04月01日 - GG02 @ SHIBUYA-AX
出演:AIR/Dragon Ash/PENPALS
- 2003年08月11日・12日 - GG03 @ SHIBUYA-AX
出演:杉村ルイ/オーサカ=モノレール/bloodthirsty butchers/MASTER LOW/POSSIBILITY/AIR/Dragon Ash/ザ・ハイロウズ
- 2004年08月11日 - GG04 @ SHIBUYA-AX
出演:ACIDMAN/Dragon Ash/エレファントカシマシ
- 2005年09月16日・19日 - GG05 @ Zepp OSAKA/SHIBUYA-AX
出演:Def Tech/ACIDMAN/SOURCE(OA)/Dragon Ash/ACIDMAN/DADAS(OA)
- 2006年09月16日・17日 - GG06 @
出演:ACIDMAN/Dragon Ash/ストレイテナー/9mm Parabellum Bullet(OA)/BEAT CRUSADERS/ELLEGARDEN/YOUR SONG IS GOOD/大樹(OA)
- 2007年10月08日 - GG07 @ 横浜アリーナ
出演:ACIDMAN/KEMURI/xDragon Ashx/DOPING PANDA/BEAT CRUSADERSx/Bleach/MONGOL800
- 2009年09月14日〜20日 - GG08 @ SHIBUYA-AX/新木場STUDIO COAST
出演:Dragon Ash×10-FEET/OCEANLANE(supporting act)/BOYZ OF SUMMER×SPECIAL OTHERS/monobright(supporting act)/RIZE×WAGDUG FUTURISTIC UNITY/Northern19(supporting act)/SOIL&"PIMP"SESSIONS×9mm Parabellum Bullet/Qomolangma Tomato(supporting act)/RYUKYUDISKO×ZAZEN BOYS/OGRE YOU ASSHOLE(supporting act)/ACIDMAN×SHERBETS/8otto(supporting act)/PUFFY×東京スカパラダイスオーケストラ
- 2009年07月16日〜19日 - GG09 @ SHIBUYA-AX
出演:10-FEET/9mm Parabellum Bullet/ACIDMAN/BEAT CRUSADERS/Dragon Ash/lego big morl/POLYSICS/SPECIAL OTHERS/The Birthday/フジファブリック/ユニコーン
- 2010年07月21日〜24日 - GG10 @ SHIBUYA-AX
出演:10-FEET/9mm Parabellum Bullet/ACIDMAN/andymori/Dragon Ash/MONGOL800/OKAMOTO'S/SISTER JET/THE BACK HORN/エレファントカシマシ/チャットモンチー/黒猫チェルシー
- 2011年09月23日・24日 - GG11 -10th Anniversary- @ 幕張メッセ国際展示場ホール
出演:ACIDMAN/Ken Yokoyama/SHERBETS/怒髪天/The Birthday/THE BACK HORN/the band apart/BRAHMAN/AIR/OKAMOTO'S/9mm Parabellum Bullet/ザ・クロマニヨンズ/SPECIAL OTHERS/the telephones/10-FEET/Dragon Ash/POLYSICS
- 2013年07月31日〜08月08日 - GG13 @ Zepp Namba/Nagoya/Tokyo
出演:Dragon Ash/MY FIRST STORY/10-FEET/MONGOL800/SPECIAL OTHERS/THE BACK HORN/The Birthday/the HIATUS
- 2014年07月29日〜08月07日 - GG14 @ Zepp Nama/Nagoya/DiverCity
出演:Dragon Ash/10-FEET/9mm Parabellum Bullet/AA=/ACIDMAN/BOOM BOOM SATELLITES/coldrain

## 備考
ハイビジョン放送開始以降、従来の画角比4:3のサイズで制作されているビデオでは、チャンネルロゴ表示はビデオ内に収まる位置に表示される。ウォーターマークの位置は画面右下。また、2012年9月1日の旧・スカパー!e2でのハイビジョン放送開始と同時に字幕放送を開始。
エムオン・エンタテインメントの本社が入居しているビルの隣のビルにはスペースシャワーTVを運営するスペースシャワーネットワークが入居している。また、かつては徒歩1分もしない場所にあるビルにもMTVジャパンが入っていた。

### クロージング
EPGでは『放送休止のお知らせ』と表記された5分番組である。2012年度からは鳩をイメージしたアニメーションで、画面下に半透明のじゅうたんに「MUSIC ON! TVをご覧いただきありがとうございます。放送機器メインテナンスのため、（放送再開時刻）まで放送を休止いたします」という字幕を表示する。以降はカラーバーとなり、さらに数分経つと停波する。時刻は前日深夜の24時間表記と、当日の12時間表記が併載されている（午前6時までの休止である場合、「30:00（午前6:00）」と表示）。PV映像の名残から、左下には『#放送休止』が付加。
2011年度まではTRIPLANEの『木になった少年』のPVを流し、終了間際に「Thank you for watching MUSIC ON! TV」→「Have a good night」のテロップとエムオンのロゴを表示して終了。曲は5分未満で、以降はカラーバーとなり、さらに5分が経つと停波する。